# Далстрой
Далстрой (на руски: Дальстрой), съкр. от „Главное управление строительства Дальнего Севера“ – съветски държавен добивен, строителен и промишлен тръст в района на Горна Колима, Колимския край, действащ от 1932 да 1957 г.  През по-голямата част от времето си на съществуване, от 1938 г., предприятието е под управление на силовите структури в СССР – НКВД и Министерство на вътрешните работи МВР на СССР. В тръста са заети както цивилни волнонаемни лица – инженерни кадри, специалисти и работници, така и огромно количество лагеристи от Севвостлаг, използвайки техния каторжен труд. Така през годините тръстът Далстрой създава и експлоатира около 80 лагера от системата ГУЛАГ в целия Колимски край, като към 1951 г. покрива площ от 3 милиона кв. км., а град Магадан става ръководен център на всички тези дейности. 
Основната задача е проучване и усвояване на природните ресурси на Колимския край – злато, въглища и други стратегически полезни изкопаеми като уранова руда, дървесина и др., но и строителство на пристанища, шосейни пътища и железопътни линии, промишлено и гражданско строителство.

## Предистория
Интересът за усвояване на ресурсите на обширния Колимски район започва от златната треска в Колима, но и като следствие от резултатите на редица геоложки проучвателни експедиции на съветската власт 1926-1931 г. Съветският икономист С. В. Славин издига идеята за създаване на широкомащабни „интегрални предприятия“, действащи в даден регион, които да извършват не само пътно строителство и рудодобив, но и всички съпътстващи стопански дейности и всички видове производства, необходими за развитието и усвояването на региона. Така, освен с производство и строителство, през годините на съществуването си Далстрой поема и редица административно-политически и стопански функции в региона, като снабдяване, доставка и извозване на продукцията и др., както и пряко ръководство над комплекса от трудово-изправителни лагери Севвостлаг.

## Създаване
Тръстът Далстрой е създаден от Политбюро на ЦК на КПСС и лично от Сталин, подписвайки Постановление на ЦК на ВКП (б) „За Колима“ от 11 ноември 1931 г., с което се нарежда да се изгради „специален тръст с непосредствено подчинение на ЦК на ВКП (б)“. На ръководството на тръста се възлага през 1931 г. да се добият 2 тона злато (неизпълнено), през 1932 – до 10 т., през 1933 г. - до 25 т. За първи директор е назначен чекистът Едуард Берзин (1932-1937, но разстрелян в 1938 г.), който заедно с останалото ръководство, волнонаемни специалисти и охрана пристигат с кораб в Нагаево (по-късно преименуван на Магадан) на 4 февруари 1932 г. Със същия рейс в Колима са доставени и първите стотина затворници. 

## Структура и функции
Като мащабно предприятие, Далстрой имал сложна структура, която с годините се меняла. През цялото време на съществуването си включва добивна и преработвателна промишленост, като към 1941 г. включва 45 златни и 12 калаени находища ., пътно, железопътно и пристанищно строителство, индустриално и жилищно строителство, снабдяване и транспорт на хора, стоки и товари. 
Производствената база на Далстрой е колосална дори по мащабите на СССР. Към 1953 г. включва 450 предприятия, от които 89 са минно-добивни, 1 мартенов цех за добив на стомана, 23 електростанции и 1600 км високоволтови линии, 84 нефтобази, 6 морски и няколко речни пристанища, 9 летища, 6 теснолинейки. Далстрой имал собствен морски и речен флот и авиация. 
Броят работещи на Далстрой бързо се увеличава, като към 1939-40 г. надхвърля 200 000, за да достигне до пика през 1951 г. от над 250 000 души, съставени както от волнонаемни, така и от лагеристи. Прави впечатление общото намаляване на заети между 1941 и 1944 г. по време на Втората световна война.

## Транспорт
Изграждането на транспортната мрежа, така необходима за функционирането на огромния добивно-производствен конгломерат, започва от самото начало (1932 г.) и то с тежкия физически труд на лагеристи. Започва се от строителството на пристанища в залива Нагаев (днес Магадан) и в залива Амбарчик (при устието на р. Колима), вливаща се в Източносибирско море. Полага се началато на пътното строителство, отново с изходен пункт Магадан. Впоследствие пътят прераства в Колимска магистрала, (известна и с прозвището „Пътят върху кости“, поради многобройните загинали при строежа лагерници), която свързва Магадан с Якутск, с обща дължина днес 2032 км. Паралелно започва строителството на теснолинейни жп пътища от Магадан до различни направления. Изграждат се и летища в Магадан и други пунктове на Колимския край. 

### Флот
Изолираността на Колимския край прави невъзможно транспортирането на стоки и жива сила (лагеристи и специалисти) по суша, затова голяма част от товарите се налагало да се пренасят по воден път от Магадан, Владивосток, Находка (през Охотско море и Беринговия проток), или от Ленинград, Мурманск, Архангелск (по Северния морски път) до устията на реките Колима, Индигирка, Анадир и др., откъдето товарите и живата сила били транспортирани до местоназначенито им по коритата на реките. През времето на своето съществуване тръстът Далстрой експлоатирал най-малко 7-8 морски кораба (сред които „Джурма“ – за транспорт на затворници и „Индигирка“ – товарен и пътнически) и над 20 речни кораба.

### Самолети
Далстрой използва и авиация за превоз на товари и хора. Флотилията съдържа самолети Поликарпов Po-2 и Po-5, Лисунов Li-2, Дъглас C-47, Яковлев Yak-12, Кавасаки Ki-56, Антонов An-2 и др. Летищата са малки, със сезонна експлоатация, приспособени само за малки самолети.

## Производствена дейност на Далстрой
Производствените задачи пред Далстрой са изпълнявани най-вече с непосилния труд на лагеристи. За обезпечаване на работна ръка за планираните дейности по практически ненаселените територии, още в началото на 1932 г. е създаден т.нар. Севвостлаг (Североизточен изправително-трудов лагер, известен още като СВИТЛ) – първоначално пряко подчинен на ГПУ, а по-късно – на НКВД, но със задача да бъде на разположение за нуждите на Далстрой. Първите лагеристи са пренасочени още през 1932 г. от други лагери на ГУЛАГ.
Освен строителството на пътища, основното направление е добивът на полезни изкопаеми – основно злато, калай, волфрам, кобалт, уранова руда и др., както и въгледобив. 
Освен гореспоменатите метали са открити и експлоатирани находища на олово, желязо, цинк и манган, молибден, сребро, живак, арсен, антимон и др. редки метали.
За периода 1932 - 1956 са добити приблизително следните количества:
- Злато – 1070-1087 тона
- Калай – над 55 000 тона
- Волфрам – 2187 тона
- Кобалт – 363 тона
- Уран – 100-150 тона
- Въглища – около 7 милиона тона

Към момента на закриването на Далстрой (1957 г.), тръстът е давал около 40% от добива на чисто химическо злато в СССР. Добивът на уранова руда се извършва в Бутугичаг – лагер, подчинен на Далстрой, но непринадлежащ към Севвостлаг, а директно към системата ГУЛАГ. Един от най-смъртоносните лагери със средна продължителност на пребиваване 3-4 месеца.
По оценка на архивите на Магаданска област, до 1957 г, т.е. до края на съществуването на Далстрой, в структурите на Севвостлаг са починали и загинали около 120-130 хиляди лагеристи и около 10 хиляди други са били разстреляни. Към днешна дата се счита, че повечето лагеристи в Далстрой са били криминални затворници, което в никакъв случай не намалява трагедията на хилядите лагеристи, осъдени по политически присъди (за т.нар. контрареволюционна дейност по чл. 58), останали завинаги в във вечната замръзналост.  В добавка, на част от изтърпелите срока на наказанито си, не им е било разрешено да се върнат по родните си места и трябвало да останат в Колима за неопределен срок. Такъв е случаят с писателя Варлам Шаламов, осъден първоначално на 5 години лагер, след което срокът му е удължен до 14 години, а след изтичането му е принуден да остане още 2 години в Колима като волнонает работник.

## Награди
През 1945 г., за високи трудови успехи и изпълнение на държавния план, тръстът Далстрой е награден с орден Червено знаме на труда. Отделно са награждавани отделни ръководители и служители – с орден Ленин – 15 души, с орден Червено знаме – 118 души, с орден Червена звезда – 178 д., за трудова доблест и трудово отличие – общо 612 души. Следва да се спомене, че към 1951 г. над 4500 сътрудници на Далстрой са с офицерски звания.

## Закриване
След смъртта на Сталин, още през март 1953 г., огромният тръст Далстрой е предаден на Министерство на металургичната промишленост на СССР, а системата от лагерни подразделения на Севвостлаг е прехвърлена под управлението на ГУЛАГ.  През декември на същата 1953 г. е създадена административната единица Магаданска област и тръстът Далстрой става подчинена едница на местния Совнархоз (Съвет за народно стопанство), но ръководител на новосъздадения Совнархоз е последният началник на Далстрой – Юрий Чугуев. Златните мини влизат в състава на Северовостокзолото.